# Aardbeving Kaikoura 2016
Op 13 november 2016 vond op 15 km afstand van Culverden op het Zuidereiland van Nieuw-Zeeland een aardbeving met een kracht van 7,8 op de schaal van Richter plaats. Na de aardbeving werd voor de hele oostkust van Nieuw-Zeeland een tsunamiwaarschuwing afgegeven. 
Kort na middernacht (14 november, UTC+12) vond een krachtige aardbeving plaats in het noorden van Canterbury. Er vielen twee slachtoffers bij Culverden en Kaikoura, en er waren meer dan 50 gewonden.

## Verloop
Op 14 november om 00:02 plaatselijke tijd deed de aardbeving zich voor op 95 km afstand van Christchurch. Hierna werd een tsunamiwaarschuwing voor de hele oostkust van Nieuw-Zeeland afgegeven. Over het hele land werden meldingen gemaakt van stroomuitval en telefoonstoringen. Het noodnummer 111 kon door de aardbeving korte tijd niet gebeld worden.

## Zie ook